# Deep Purple in Rock
Deep Purple in Rock är det brittiska hårdrocksbandet Deep Purples fjärde studioalbum, utgiven 5 juni 1970. Detta album var det första studioalbumet med den så kallade "Mark II"-uppsättningen av Deep Purple som också skulle komma att bli mest framgångsrik; Ian Gillan, Ritchie Blackmore, Jon Lord, Ian Paice och Roger Glover. 
På albumet kan man tydligt lägga märke till den lite mer progressiva musiken och att den poporienterade musiken som gruppen spelade tidigare är borta till förmån för mer hårdrock och heavy metal. "Child in Time" är en av de mest kända låtarna från albumet. Låten börjar som en ballad för att sedan gå in i en hårdrockssektion. I skivomslaget lyder presentationen till låten "The story of a loser" ("Berättelsen om en förlorare"). Albumet är även ett av bandets mest kända.

## Låtlista
Alla låtar är skrivna och komponerade av Ritchie Blackmore, Ian Gillan, Roger Glover, Jon Lord och Ian Paice. 
| 1. | Speed King    | 4:24  |
| 2. | Bloodsucker   | 4:16  |
| 3. | Child in Time | 10:20 |

| 4. | Flight of the Rat | 7:58 |
| 5. | Into the Fire     | 3:30 |
| 6. | Living Wreck      | 4:34 |
| 7. | Hard Lovin' Man   | 7:11 |

| 8.  | Black Night (Original single version)     | 3:27 |
| 9.  | Studio Chat                               | 0:28 |
| 10. | Speed King (Piano version)                | 4:14 |
| 11. | Studio Chat                               | 0:25 |
| 12. | Cry Free (Roger Glover remix)             | 3:20 |
| 13. | Studio Chat                               | 0:05 |
| 14. | Jam Stew (Unreleased instrumental)        | 2:30 |
| 15. | Studio Chat                               | 0:40 |
| 16. | Flight of the Rat (Roger Glover remix)    | 7:53 |
| 17. | Studio Chat                               | 0:31 |
| 18. | Speed King (Roger Glover remix)           | 5:52 |
| 19. | Studio Chat                               | 0:23 |
| 20. | Black Night (Unedited Roger Glover remix) | 4:47 |

## Medverkande
- Ian Gillan – Sång
- Ritchie Blackmore – Gitarr
- Roger Glover – Bas
- Jon Lord – Orgel
- Ian Paice – Trummor

## Listplaceringar
| Lista (1970-1971) | Position            |
| ----------------- | ------------------- |
| Australien        | 1 (Go Set)          |
| Finland           | 9                   |
| Norge             | 5 (VG-lista)        |
| Storbritannien    | 4 (UK Albums Chart) |
| Sverige           | 11 (Kvällstoppen)   |
| USA               | 143 (Billboard 200) |
| Västtyskland      | 1                   |